# 石抹狗狗
石抹狗狗（？—1289年），元朝将领，契丹族，石抹乞儿的儿子。
石抹狗狗年少从军，以壮勇著称。元世祖至元八年（1271年），跟随严忠范攻打南宋，围攻重庆。次年，率领两千蒙古军，在成都击败宋朝将领昝万寿。至元十六年（1279年），升为管军总管，被授为宜武将军，守卫遂宁。次年，进升为明威将军、管军副万户。后跟随药剌海平定亦奚不薛之乱，跟随也速答儿镇压都掌、乌蒙、蚁子等族反抗元朝的斗争。至元二十四年（1287年），升为怀远大将军、夔路万户，改镇重庆。至元二十六年（1289年），在军中去世。